# Domenicane infermiere della Congregazione del Cuore Immacolato di Maria
Le Domenicane Infermiere della Congregazione del Cuore Immacolato di Maria (in francese Dominicaines Gardes-Malades de la Congrégation du Cœur Immaculé de Marie; sigla O.P.) sono un istituto religioso femminile di diritto pontificio.

## Storia
La congregazione fu fondata il 25 settembre 1860 a Bourg-en-Bresse da Marie-Thérèse Farré.
La prima filiale all'estero fu aperta nel 1955 in Senegal; un'altra missione fu aperta nel 1961 a Guadalupa.
L'istituto ricevette il pontificio decreto di lode il 28 maggio 1872 e fu affiliato all'ordine domenicano il 14 marzo 1933.

## Attività e diffusione
Le suore si dedicano all'assistenza ai poveri e ai malati a domicilio.
La sede generalizia è a Bourg-en-Bresse.
Alla fine del 2015 l'istituto contava 13 religiose e una sola casa.